# Four Oaks
Four Oaks és una població dels Estats Units a l'estat de Carolina del Nord. Segons el cens del 2007 tenia 1.818 habitants.

## Demografia
Segons el cens del 2000, Four Oaks tenia 1.424 habitants, 614 habitatges i 386 famílies. La densitat de població era de 518,7 habitants per km².
Dels 614 habitatges en un 30,3% hi vivien nens de menys de 18 anys, en un 44,3% hi vivien parelles casades, en un 15,3% dones solteres, i en un 37,1% no eren unitats familiars. En el 32,6% dels habitatges hi vivien persones soles el 14,8% de les quals corresponia a persones de 65 anys o més que vivien soles. El nombre mitjà de persones vivint en cada habitatge era de 2,32 i el nombre mitjà de persones que vivien en cada família era de 2,91.
Per edats la població es repartia de la següent manera: un 24,6% tenia menys de 18 anys, un 8,4% entre 18 i 24, un 28,1% entre 25 i 44, un 23,7% de 45 a 60 i un 15,2% 65 anys o més.
L'edat mediana era de 37 anys. Per cada 100 dones de 18 o més anys hi havia 78,4 homes.
La renda mediana per habitatge era de 29.427 $ i la renda mediana per família de 41.875 $. Els homes tenien una renda mediana de 31.875 $ mentre que les dones 25.444 $. La renda per capita de la població era de 17.473 $. Entorn del 12,8% de les famílies i el 17,5% de la població estaven per davall del llindar de pobresa.

## Poblacions més properes
El següent diagrama mostra les poblacions més properes.